# Sphaerostephanos erectus
Sphaerostephanos erectus är en kärrbräkenväxtart som först beskrevs av Copel, och fick sitt nu gällande namn av Holtt. Sphaerostephanos erectus ingår i släktet Sphaerostephanos och familjen Thelypteridaceae. Inga underarter finns listade.